# 矢澤りえか
矢澤 りえか（やざわ りえか、本名：矢澤 利枝香（読みは同じ）、1987年7月30日 - ）は、日本の家政学者、大学講師。女性タレント・声優。埼玉県出身。

## 人物
- ドットシティ[3]、モスト・ミュージック エンターテインメント[5]を経て、アプトプロに所属していた[1]。
- 共立女子大学家政学部、共立女子大学大学院博士前期課程修了（家政学）[6]。大学の家政学部の卒業生である。2012年に大学院を修了。専攻は被服学。
- 自他共に認めるオタクであり、アニメ、ゲーム、日本史についての知識が深い。
- 歴史上の人物では、真田幸村、天草四郎、土方歳三、沖田総司、伊達政宗を好む。また、日本各地の城を好む。でじこラジオでは熊本城に関する知識をよく披露している。
- デ・ジ・キャラットぷちこ声優オーディションに「矢澤りえか」の名で参加。2008年1月27日に行われた最終選考においてぷちこ役は逃したものの、うさだ役に選出された。ぷちこ役はみなかみ菜緒。
- 名前を変えた理由は「漢字だと"りえか"と読んでもらえないからひらがなにした[7]」
- 2010年夏より「Rieka」名義でソロアーティストプロジェクトを開始。
- 2013年4月23日、自身のブログにて声優活動を無期限の休止すると発表した。
- 2014年6月頃に、小見川千明のラジオ「ゆるっとふわっと」で結婚したことを小見川が報告した[8]。
- 2019年、デ・ジ・キャラット20周年記念新作ドラマCDへ久々に出演し、初代声優陣と共演した[9]。
- 現在は日本経済大学経営学部(東京渋谷キャンパス)講師[4]。

## 出演作品
※太字はメインキャラクター

### テレビアニメ
- それでも町は廻っている（2010年、紺双葉）
- 変ゼミ（2011年、田口イエスタディ 3歳）
- まりあ†ほりっく あらいぶ（2011年、何太郎）

### OVA
- かってに改蔵 下巻（2011年、少年）

### Webアニメ
- デ・ジ・キャラット×にょコにょコ動画（ラ・ビ・アン・ローズ）

### ドラマCD
- エミる☆みらくる vol.1 - 3（ピカボ）
- 失恋ショコラティエ ドラマCD Vol.2
- 新説・源氏物語 -藤壺の章-（女房）
- それでも町は廻っているOURSオリジナルドラマCD（紺双葉）
- でじこラジオ ラジオCD（ラ・ビ・アン・ローズ）
- 憂鬱な朝シリーズ（久世暁人（子供）、久世暁人（幼少期）） - 2作品
- 亡き少女の為のパヴァーヌ（2010年、島原美和[10]）
- 快感フレーズ〜リインカーネーション〜（2011年、祐子[11]）
- Di Gi Charat 20th Anniversary DRAMA CD 『D.U.P.編』（2019年、2代目ラ・ビ・アン・ローズ）[9]

### ラジオ
- りえか発電中（放送終了）
- ゴゴショップ☆プレミア（？年 - 2007年）
- でじこラジオ（音泉・BEWE：2008年 - 2009年）
- 地球発デ・ジ・キャラットラジオ略して地デジラジオ（アニメイトTV：2009年 - 2010年）
- 亡き少女の為のパルランド（HiBiKi Radio Station：2010年）
- 新・それでもキャメラは廻っている（メイド喫茶シ〜サイド：2010年 - 2011年）
- ひろあき・りえかの本日快声（アプトプロ公式サイト：2011年 - ？年）
- ダ・ヴィンチラジオ（ダ・ヴィンチ電子ナビ：2011年 - 2012年）

### 音楽CD
- でじこラジオ テーマソング 「君は僕のエナジー」ラ・ビ・アン・ローズ役（2008年5月23日発売 ブロッコリー/バンダイビジュアル）
- デ・ジ・キャラット キャラクターソング Vol.3 ラ・ビ・アン・ローズ「呼んだ!? ラ・ビ・アン・ローズ♥」（2008年8月22日発売 ブロッコリー/バンダイビジュアル）
- メイズ参上!（2010年11月24日発売 flying DOG）

### ラジオCM
- ドットシティ（ラジオ大阪・ラジオ日本、「ドットシティ Presents 中川翔子 しょこたうん」内 2006年4月 - 2006年9月）

### ゲーム
- 真・女神転生IMAGINE（リエカ）
- DIVINE SOUL
- 桃色大戦ぱいろん（2011年、香咲桜[12]、ジャン＝クロエ・アルジェント[13]）
- AIKA ONLINE EXODUS（2011年、プリースト[14]）

### テレビ番組
- スロットカーズGP（BS11）リポーター

### 舞台
- 朗読劇 宍戸町フォーチュンきっす2009〜復活のエリス〜（美原亜紀）

### その他
- ダ・ヴィンチ電子部
- ボイスドラマ「ソロモンの詩篇」（リコリス・ミストラル）[15]）
- ボイスメールサービス「グリーツ！」ボイスナレーター[16]